# Denby Dale
Denby Dale (en français : « vallée de Denby »), est un village et une paroisse civile dans le district de Kirklees dans le West Yorkshire, Angleterre, au sud-est de Huddersfield. Comme paroisse civile, il couvre les villages de la vallée de Denby, Lower Denby, Upper Denby, Upper Cumberworth, Lower Cumberworth, Skelmanthorpe, Emley, Emley Moor. Cette paroisse a eu une population de 14 982 hab. selon le recensement de 2001. La population du village est de 2 143.